# Армстронг (Британска Колумбија)
Армстронг (енгл. Armstrong) је град у Канади у покрајини Британска Колумбија. Према резултатима пописа 2011. у граду је живело 4.815 становника.

## Становништво
Према резултатима пописа становништва из 2011. у граду је живело 4.815 становника, што је за 13,5% више у односу на попис из 2006. када је регистровано 4.241 житеља.
| 2006. | 2011. |
| ----- | ----- |
| 4.241 | 4.815 |